# Улица Академика Кузнецова (Самара)
У́лица Акаде́мика Кузнецо́ва — находится в Управленческом посёлке Красноглинского района Самары.
Начало берёт с улицы 8 Марта и заканчивается пересечением с Зеленодольской улицей. Пересекает улицу Парижской Коммуны, Симферопольскую улицу и улицу Ногина, а также улицу Гайдара и Коптевскую улицу.

## Названия
Прежние названия: до 2001 года — Производственная улица, до 1964 года — Южная улица.
Новое имя улица и прилегающий сквер получили 19 июня 2001 года в честь конструктора авиационной и космической техники Николая Дмитриевича Кузнецова.

## Здания и сооружения
- № 9 — Филиал Кировского отделения Сбербанка
- № 32 — Самарская академия государственного и муниципального управления

Сквер имени академика Кузнецова расположен на пересечении с ул. Сергея Лазо.

## Транспорт
Общественный транспорт по улице Академика Кузнецова не ходит. Можно доехать лишь до её пересечения с другими улицами:
- Автобус

С Симферопольской и Коптевской улицами — № 50, 1, 51, 78, 79.
- Маршрутные такси — № 392, 113, 406, 389.

## Почтовый индекс
- 443112